# La Broque

La Broque este o comună în departamentul Bas-Rhin, Franța. În 1 ianuarie 2022 avea o populație de 2.577 de locuitori.